# Michel Sittow
Michel Sittow (ur. ok. 1469 w Rewlu, zm. 1525 tamże) – niemiecko-skandynawski malarz.

## Życiorys
Urodził się ok. 1469 r. w hanzeatyckim mieście Rewel. Prawdopodobnie początkowo uczył się u ojca, a potem przez rok w Brugii, do której wyjechał w 1484 r. Tam prawdopodobnie był uczniem Hansa Memlinga, o czym świadczy podobieństwo jego prac do stylu tego artysty. Nie zarejestrował się w brugijskiej gildii po ukończeniu nauki i jego losy pozostają nieznane do 1492 r., gdy został przyjęty na dworze Izabeli Kastylijskiej jako portrecista. Współpracował z Juanem de Flandes przy serii obrazów przedstawiających życie Jezusa i Marii. W służbie Izabeli pozostał do jej śmierci w 1504 r., jednak od 1502 r. przebywał poza Hiszpanią. Prawdopodobnie odwiedził w tym czasie dwory Małgorzaty Austriaczki i Henryka VII. Na przełomie 1505 i 1506 r. przebywał w Brabancji na dworze Filipa I Pięknego. Do Rewla powrócił w 1506 r., by przejąć spadek, i w 1507 r. wstąpił do gildii artystów, zostając mistrzem w Gildii św. Kanuta. Dwa lata później ożenił się. W 1514 r. wyjechał z Rewla, by zrealizować portret Chrystiana II Oldenburga, późniejszego męża Izabeli Habsburżanki. W następnym okresie pracował na dworze Małgorzaty Austriaczki i Karola V w Niderlandach. Na krótko wyjechał jeszcze do Hiszpanii, negocjować wypłatę zaległych należności. W 1518 r. ożenił się ponownie, po kolejnym powrocie do Rewla. Zmarł w 1525 r.
Portrecista, tworzył pod silnym wpływem Hansa Memlinga, natomiast jego [?] są dużo bardziej żywe i realistyczne. Znany z pewnością tylko z kilku dzieł, w przypadku dalszych ok. 30 uznawany za ich autora na podstawie analizy porównawczej. Większość jego prac jest znana z dokumentów (m.in. rachunków) i nie zachowała się.

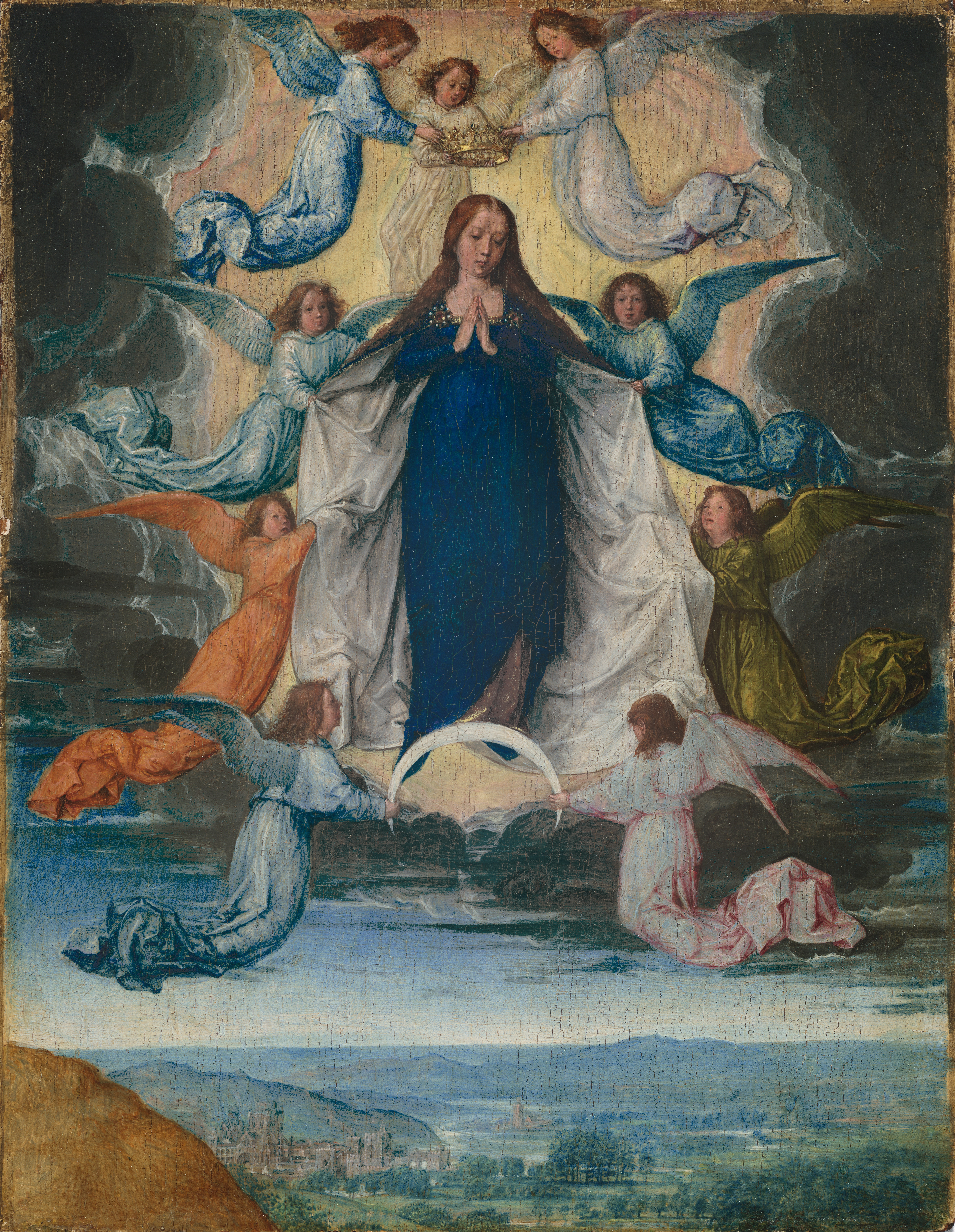
Wniebowzięcie, ok. 1500 r.
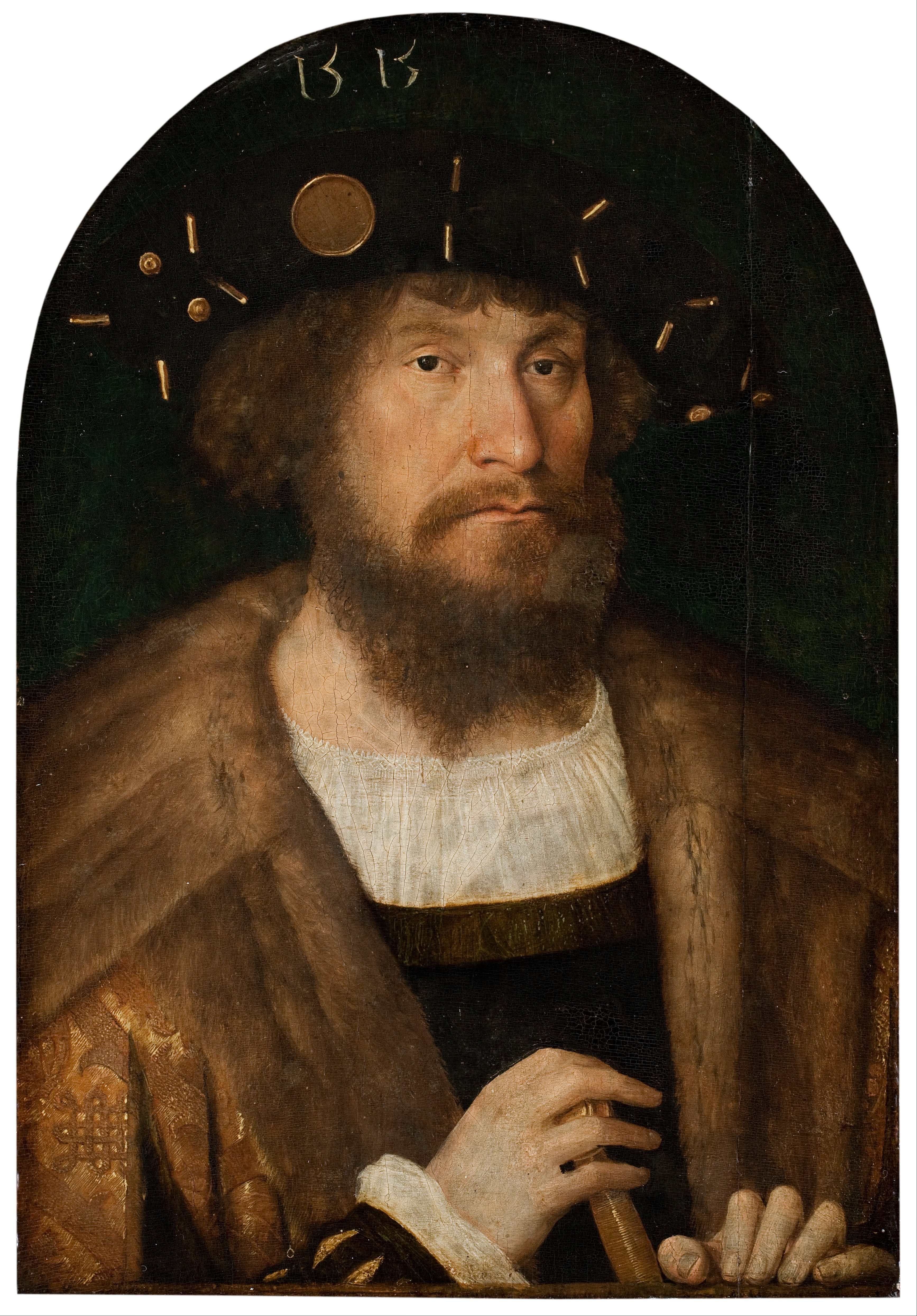
Portret duńskiego króla Christiana II
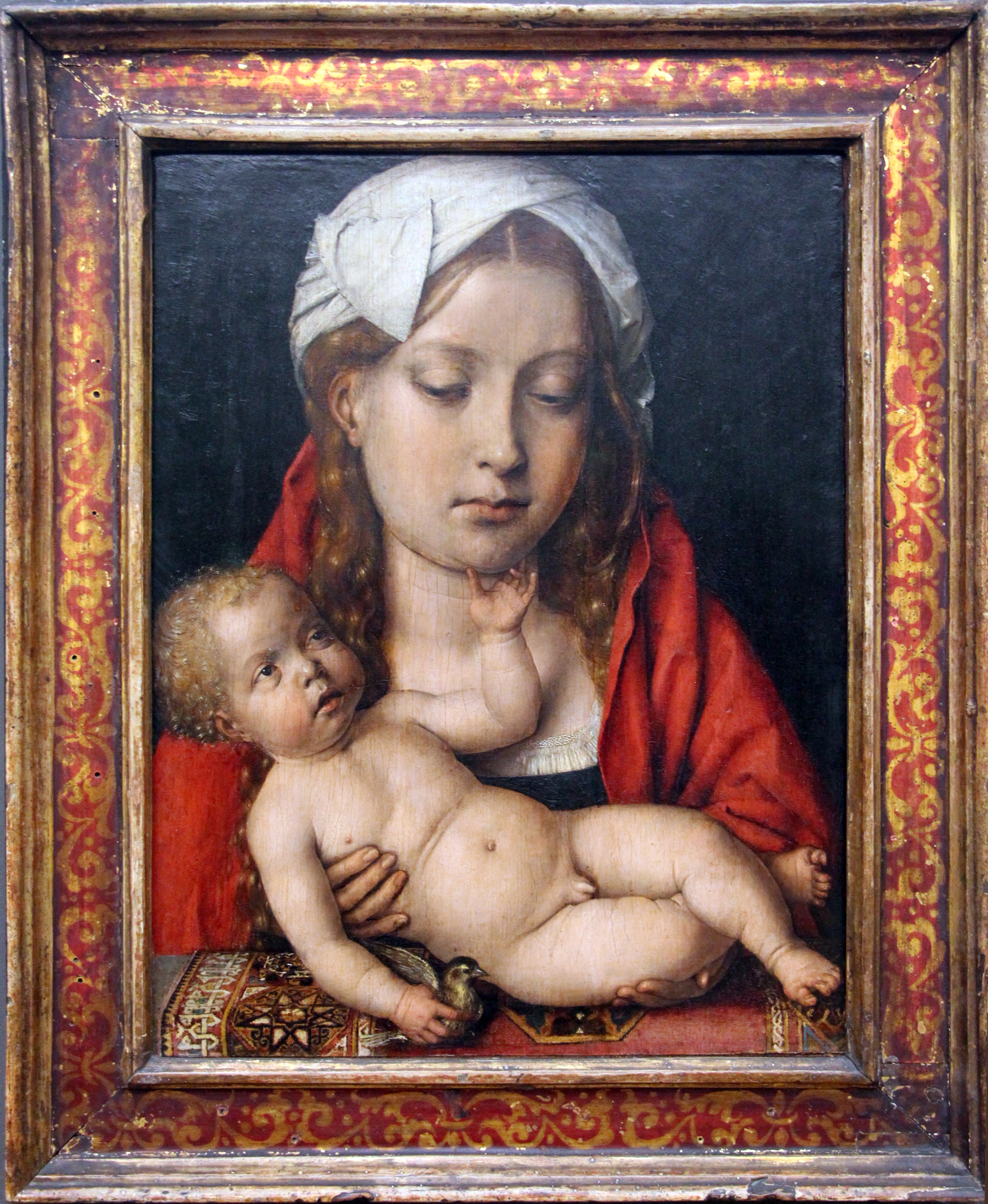
Madonna z Dzieciątkiem, ok. 1515 r.
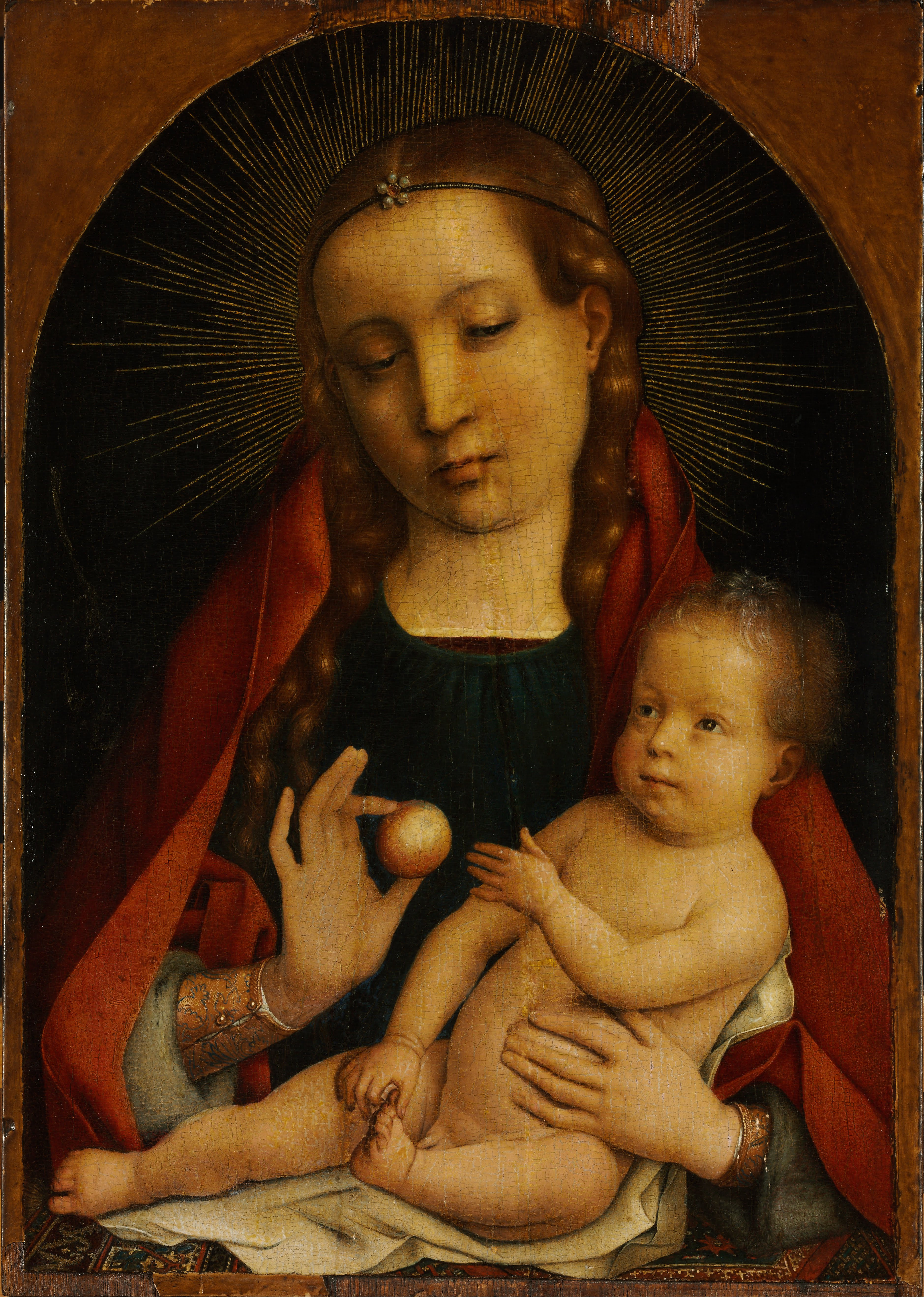
Dziewica z Dzieciątkiem, 1489–1492
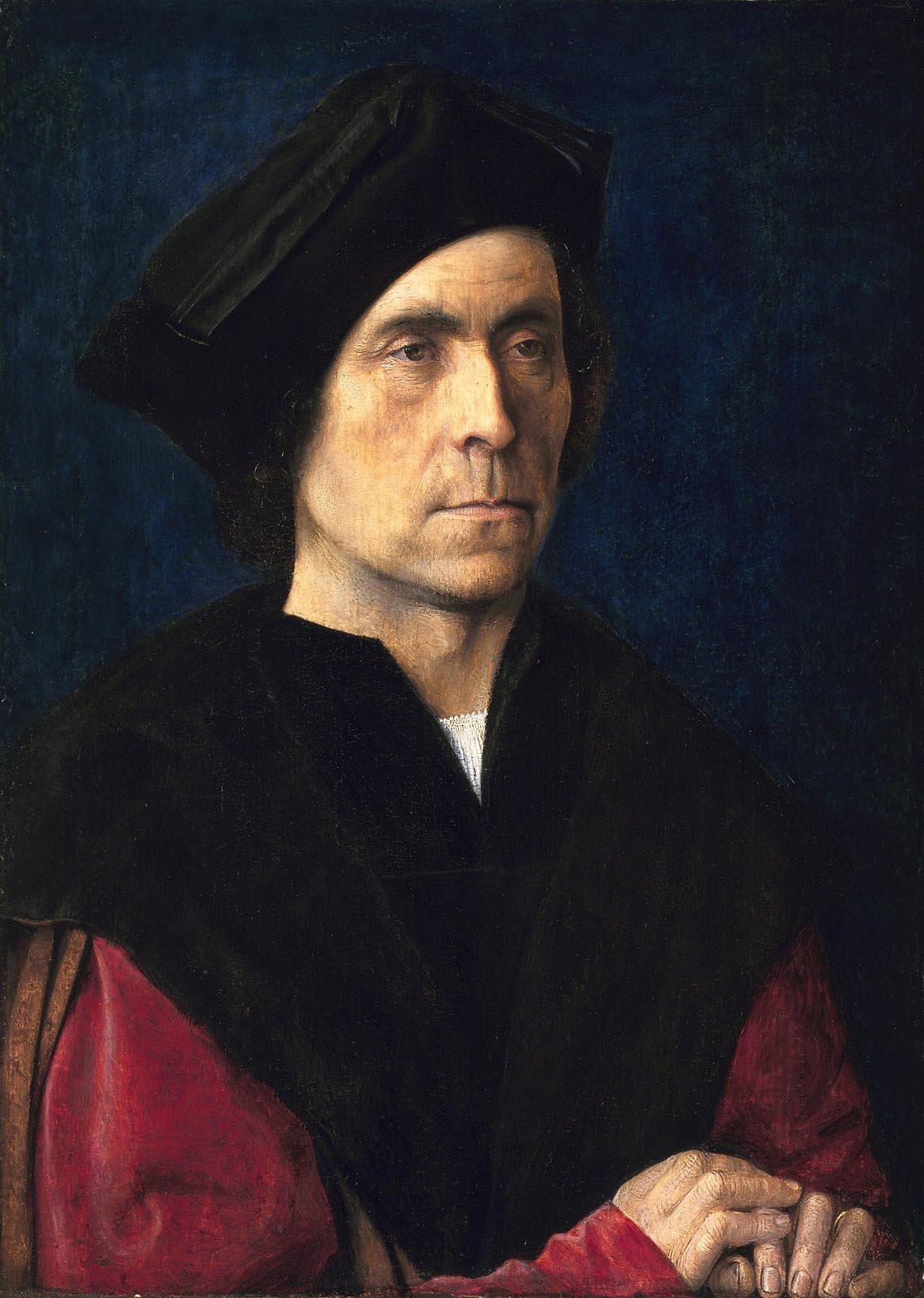
Portret mężczyzny ok. 1510 r.
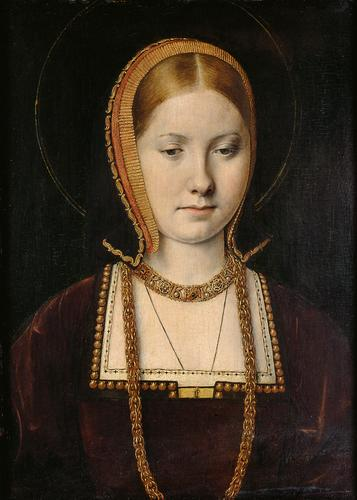
Portret – prawdopodobnie Katarzyny Aragońskiej